# La Genevraye
Genevraye – miejscowość i gmina we Francji, w regionie Île-de-France, w departamencie Sekwana i Marna.
Według danych na rok 1990 gminę zamieszkiwało 528 osób, a gęstość zaludnienia wynosiła 40 osób/km² (wśród 1287 gmin regionu Île-de-France Genevraye plasuje się na 797. miejscu pod względem liczby ludności, natomiast pod względem powierzchni na miejscu 230.).
Orzeł Polski w herbie przypomina polskiego generała Tadeusz Kościuszko, który mieszkał w zamku de Berville w latach 1807-1814.